# 国家粮食储备局
国家粮食储备局是中华人民共和国国务院负责管理全国粮食宏观调控具体业务流通、行业指导和中央储备粮行政管理国家局，1991年成立，先后由商业部、国内贸易部管理；1999年撤销，改组为国家粮食局和中国储备粮管理总公司。

## 机构设置
1994年合并组建新的国家粮食储备局后：
1. 办公室（人事教育）
2. 体改法司
3. 综合计划司
4. 购销管理司
5. 储运管理司
6. 财务会计司
7. 流通设施建设思
8. 共産党机关委
9. 纪检、监察、审计等派驻机构

## 历史
1949年中华人民共和国建立时，公粮征收、保管、调度、供应归口于财政部门，粮食购销、调运、市场管理等经营工作归口于贸易部门。中央人民政府贸易部所属中国粮食公司和中央人民政府财政部所属粮食管理总局，统一领导全国粮食经营机构和粮食管理机构。1952年8月7日，中央人民政府委员会第十七次会议通过《关于调整中央人民政府机构决定》以及政务院命令，中国粮食公司和粮食管理总局于1952年9月1日合并成立中央人民政府粮食部。政务院财政经济委员会指导粮食部工作。 1969年9月15日，商业部、粮食部、全国供销合作总社、中央工商行政管理局合署办公。1970年7月1日，商业部、粮食部、全国供销合作总社、中央工商行政管理局正式合并组成商业部。1979年4月27日，中共中央发出通知，决定再次设立粮食部。1982年2月22日第五届全国人大常委会第二十二次会议通过了《关于国务院机构改革问题的决议》，把商业部、全国供销合作总社和粮食部合并设立商业部。1990年9月，国务院决定建立国家专项粮食储备制度，成立国家专项粮食储备领导小组与国家粮食储备局，负责国家粮食储备管理工作。国家粮食储备局是国务院直属机构，由商业部代管。1993年3月，根据第八届全国人大一次会议批准国务院机构改革案，撤销商业部、物资部，组建国内贸易部,原商业部粮食综合司、粮食购销司、粮食储运局、国家粮食储备局合并，组建新国家粮食储备局，为国内贸易部管理副部级国家局。1999年11月24日，国务院办公厅印发国家粮食局“三定”规定，国家粮食储备局改组为国家粮食局与中国储备粮管理总公司。

## 历位局长
1. 白美清（1991年3月－1995年1月）
2. 罗植龄（1995年1月－1998年7月）
3. 高铁生（1998年7月－2000年3月）